# Julie London
Julie London, rodným příjmením Peck, (26. září 1926 – 18. října 2000) byla americká zpěvačka a herečka.
Jako filmová herečka debutovala v roce 1944 ještě coby středoškolská studentka ve snímku Nabonga. Později hrála například ve filmech The Red House (1947), Task Force (1949) a Return of the Frontiersman (1950). V roce 1955 vydala své první hudební album, nazvané Julie Is Her Name, které obsahovalo mj. úspěšný singl „Cry Me a River“. Píseň byla v roce 2001 uvedena do Síně slávy Grammy. Do roku 1969 vydala téměř tři desítky alb, po vydání posledního z nich – Yummy, Yummy, Yummy (1969) – se zpěvu přestala věnovat. Nadále se věnovala herectví, v sedmdesátých letech například ztvárnila jednu z hlavních rolí v seriálu Emergency! (1972–1978). Hereckou kariéru ukončila koncem dekády.
Jejím prvním manželem byl filmař Jack Webb, s nímž měla dvě dcery, druhým pak hudebník Bobby Troup, s nímž měla dceru a dva syny. Byla silnou kuřačkou, v roce 1995 utrpěla mrtvici a její zdravotní stav zůstal špatný až do konce života. V roce 1999 jí byl diagnostikován karcinom plic. Zemřela o rok později v nemocnici na srdeční zástavu ve věku 74 let. Je pohřbena na hřbitově Forest Lawn Memorial Park v Hollywoodu.
Má hvězdu na Hollywoodském chodníku slávy.